# ماستودون (نرم‌افزار)
ماستودون (به انگلیسی: Mastodon) یک نرم‌افزار آزاد و متن‌باز خودمیزبان (خدمات وب) برای ساخت شبکهٔ اجتماعی است که این امکان را به هر شخص می‌دهد تا گره سرور خود را در شبکه میزبانی کند و پایگاه‌های مختلف از کاربران آن در میان سروهای متفاوتی پخش هستند.
این سرورها به صورت شبکه اجتماعی فدرال به هم متصل هستند، که به کاربران خود اجازه می‌دهد با یکدیگر به شکل یکپارچه تعامل داشته باشند. ماستودون عضوی از یک فدراسیون بزرگ‌تر است که به کاربران امکان می‌دهد با دیگر سکوهای آزاد مانند پیرتیوب و فرندیکا که قوانین یکسانی را پشتیبانی می‌کنند تعامل داشته باشند.
ماستودون دارای ویژگی میکروبلاگینگ شبیه به توییتر و ویبو نیز می‌باشد هرچندکه از آن‌ها فاصله می‌گیرد و برخلاف عادت سکوی نرم‌افزار به عنوان یک سرویس به شکل متمرکز میزبانی نمی‌شود. هر کاربر بخشی از یک سرور مشخص و مستقل است. کاربر پیام‌های کوتاهی به نام «بوق» برای دیگران ارسال می‌کند و می‌تواند تنظیمات حریم شخصی هر کدام از ارسال‌ها را تغییر دهد، این تنظیمات بسته به پایگاه‌های اینترنتی متفاوت است ولی به شکل کلی شامل پیام مستقیم، فقط برای دنبال کنندگان، عمومی ولی در خوراک‌ها لیست نشود و عمومی و در خوراک‌ها لیست شود. نماد ماستودون یک ماموت پشمالوی قهوه‌ای یا خاکستری است که گاهی درحال استفاده از تلفن هوشمند یا تبلت نیز به تصویر کشیده شده‌است.
به این دلیل که هیچ سرور مرکزی برای ماستودون نیست، هر سرور مرام‌نامه، شرایط و مقررات خدمت‌دهی و ملاحظات سیاسی خودش را دارد. تفاوت ماستودون با شبکه‌های اجتماعی سنتی در اینجا است که کاربر می‌تواند بدون از دست دادن دسترسی به شبکه اجتماعی ماستودون، سروری که کاربر با سیاست‌های آن موافق است را انتخاب کند و از سروری که با سیاست‌های آن موافق نیست خارج شود.

## عمل‌کرد و ویژگی‌ها
سرورهای ماستودون نرم‌افزاری که قابلیت برقراری ارتباط به‌وسیلهٔ استاندارد اکتیویتی‌پاب دارند اجرا می‌کنند، که از نسخه ۱٫۶ پیاده‌سازی شده‌است. از این رو کاربر ماستودون می‌تواند با کاربران سروری دیگر از مجموعه که از اکتیویتی‌پاب پشتیبانی می‌کند، تعامل داشته باشند.

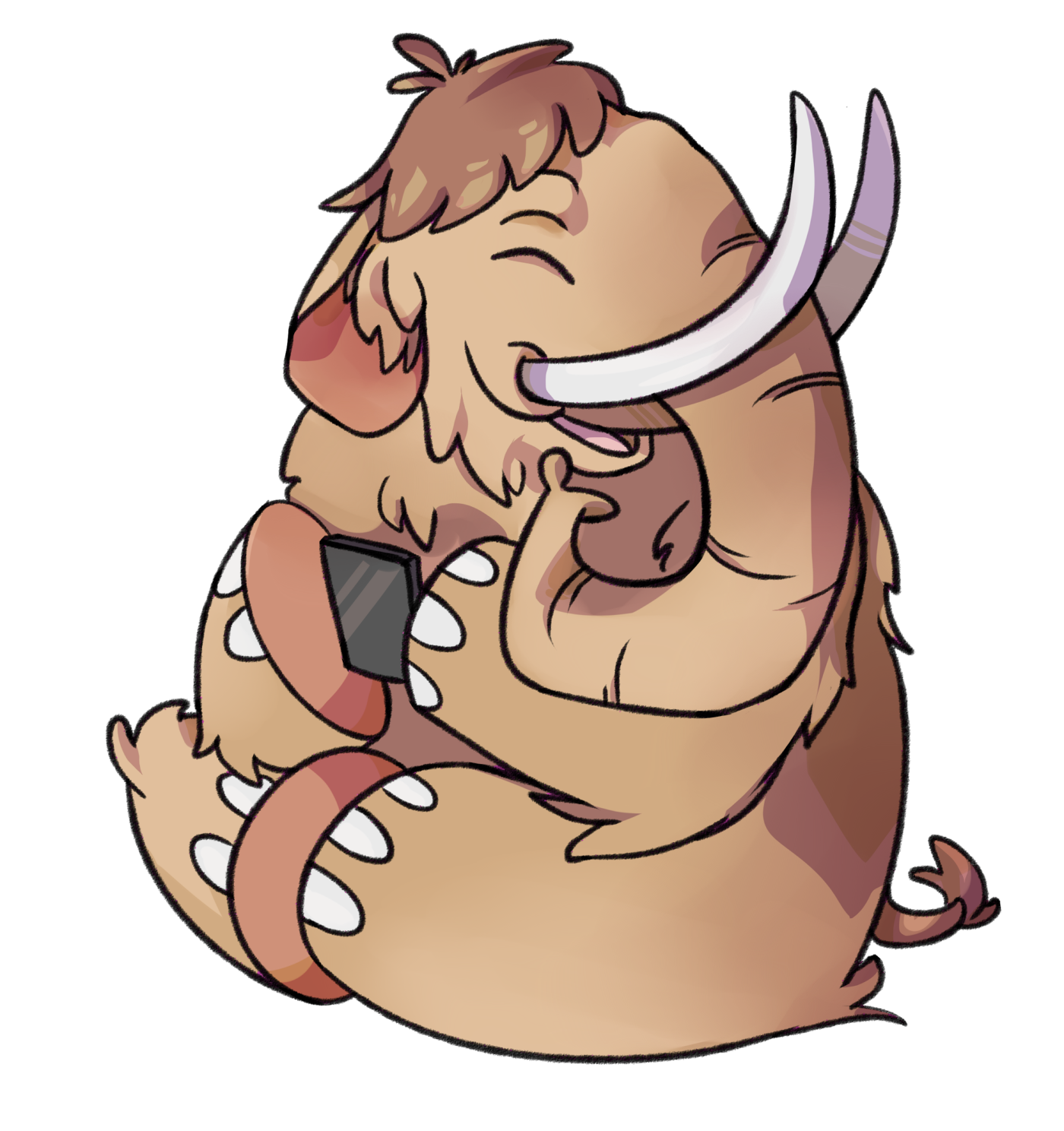
نماد ماستودون با یک تلفن هوشمند

ماستودون از نسخه ۲٫۹٫۰ حالت تک ستون را به شکل پیشفرض برای کاربران جدید در نظر می‌گیرد، اما در حالت پیشرفته، تجربه کاربری را به TweetDeck نزدیک می‌کند. کاربران پیغام‌های کوتاه برای دیدن دیگران ارسال می‌کنند، در ماستودون این پیغام‌ها می‌تواند تا ۵۰۰ کارکتر متنی افزایش بیابد، افزونه‌ای با توجه به محدودیت ۲۸۰ کارکتری توییتر، هرچند که تعدادی از سرورهای ماستودون از کد آن انشعاب گرفته و محدودهٔ تعداد کارکترها را افزایش داده‌اند.پست‌ها در مقابل توییت‌های توییتر «توت» نامیده می‌شوند.
کاربران به جای یک وبسایت یا برنامه، به یک سرور خاص می‌پیوندند. سرورها مانند گروه‌ها در شبکه به هم متصل هستند و هر سرور می‌تواند قوانین خود، دسترسی‌های حساب کاربری و امکان به اشتراک‌گزاری با دیگر سرورها و از دیگر سرورها را مدیریت کند. بزرگ‌ترین سرور (به غیر از گب)، Pawoo است که تا ماه مه ۲۰۱۹ بیش از ۵۴۵٫۰۰۰ کاربر را میزبانی می‌کند. دیگر سرورها بر اساس علایق جمعی هستند، مانند بازی ویدئویی یا میم اینترنتی یا فناوری.
نرم‌افزار شبکه اجتماعی تعدادی از ویژگی‌های خاص حریم‌شخصی را شامل می‌شود. هر پیغام انواع مختلفی از انتخاب‌های حریم شخصی را دارد و کاربر می‌تواند انتخاب کند که، پست عمومی است یا خصوصی، پیغام‌های عمومی روی خوراک جهانی، معروف به نوارزمان، به نمایش در می‌آیند؛ و پیغام‌های خصوصی فقط در نوارزمان دنبال‌کنندگان کاربر به نمایش در می‌آیند. پیغام‌ها همچنین می‌توانند به شکل بدون لیست شدن در نوار زمان یا به شکل خصوصی بین کاربران ارسال شوند.
همچنین کاربران می‌توانند حساب خود را به شکل کاملاً خصوصی علامت گذاری کنند. در نوارزمان پیغام‌ها می‌توانند با یک ویژگی اختیاری «هشدار محتوایی» نمایش داده بشوند، که نیازمند کلیک کاربران برای نشان‌دادن ادامه محتوا است، سرورهای ماستودون از این ویژگی برای مخفی کردن محتوای افشاساز، نامناسب برای کار و تحریک‌کننده استفاده می‌کنند. گرچه بعضی حساب‌ها از این ویژگی برای مخفی کردن پیوندهاای که شاید دیگران علاقه به خواندن داشته باشند استفاده می‌کنند.
ماستودون پیغام‌ها را در لحظه در نوارزمان محلی و فدراسیون حک می‌کند. نوارزمان محلی پیغام‌های کاربران همان سرور را نمایش می‌دهد، در حالی که نوارزمان فدراسیون پیغام‌هاای از تمام سرورهای شرکت کننده در مجموعه را نمایش می‌دهد. کاربران می‌توانند در بین سرورهای متصل با نام‌های کاربری شبیه به ایمیل با هم ارتباط برقرار کنند.
ماستودون از اعتدال ناشی از جامعه استفاده می‌کند، در نتیجه هر سرور می‌تواند انواع ناخواسته‌ای از مطالب را محدود یا فیلتر کند. برای مثال سرور پرچمدار mastodon.social و چند سرور دیگر نیز مطالبی مانند سمبل‌های نازییسم، انکار هولوکاست و تبعیض که در آلمان یا فرانسه غیرقانونی هستند را محدود می‌کند، سرورها همچنین می‌توانند پیغام‌های حاوی محتوای ناسازگار را محدود یا فیلتر کنند. بنیان‌گذار ماستودون Eugen Rochko معتقد است که اجتماعات کوچک و نزدیک، رفتار کنترلی پلیس را مؤثرتر از تیم ایمنی کوچک یک شرکت بزرگ می‌کنند.کاربران همچنین می‌توانند مانند مدیران توییتر دیگران را مسدود کرده و گزارش دهند. در سپتامبر ۲۰۱۸ با انتشار نسخه ۲٫۵، ویژگی صفحه‌های نمایه عمومی بازطراحی شد، ماستودون این نسخه را ۱۰۰ مین انتشار از خود دانست، و تا آخر ۲۰۱۸ با نسخه ۲٫۶ نمایه‌های تأیید شده و پیش‌نمایش زنده برای عکس‌ها و ویدیوها را معرفی کرد. از ژانویه ۲۰۱۹ و نسخه ۲٫۷ امکان جستجو همزمان برای چند هشتگ فراهم شد، این نسخه درای قابلیت‌های تعدیل و مدیریت قوی تر برای سرورها و ناظران سرور است، در حالی که دسترس‌پذیری‌ها مانند کنتراست برای کاربران دارای مشکل بینایی، نیز بهبود یافته‌است. امکان درست‌کردن رای‌گیری و رأی دادن برای کاربران و همچنین سیستم جدید دعوت برای مدیریت ثبت‌نام‌ها در آوریل ۲۰۱۹ اضافه شده‌است،اگر محتوای عکس یا ویدیو به عنوان حساس علامت خورده باشد، به شکل تار به نمایش در می‌آید.
منحصر به فردترین ویژگی اضافه شده در ژوئن ۲۰۱۹، روش اختیاری نمایش تک‌ستونه در ورژن ۲٫۹ بود. این شیوه نمایش هم‌اکنون به شکل پیشفرض برای تمام کاربران نمایش داده می‌شود، اگر چه می‌توان آن را به شیوه نمایش چند ستونه اصلی تغییر داد.

## فناوری
ماستودون به عنوان یک سکوی آزاد و تحت وب برای میکروبلاگینگ نامتمرکز توسعه داده شده‌است. در نتیجه هر فردی می‌تواند در توسعه کد آن مشارکت کند، در سرورها و زیرساخت‌های خود از آن استفاده کند و اگر خواست به سرورهای مجموعه بپیوندد.فناوری سمت سرور آن با روبی و نودجی‌اس و سمت کاریر آن با ری‌اکت و ری‌داکس نوشته شده‌است. این سرویس امکان برقراری ارتباط با دیگر شبکه‌ها و سکوهایی که از اکتیویتی‌پاب برای ارتباط با یکدیگر استفاده می‌کنند را دارد. از نسخه ۳٫۰ ماستودون پشتیبانی از Ostatus را رها کرد.
برنامه‌های سمت کاربر ماستودون با استفاده از رابط برنامه‌نویسی کاربردی (API) ماستودون برای تعداد فراوانی از سیستم عامل‌ها از جمله ویندوز، مک‌اواس، لینوکس، اندروید و آی‌اواس در دسترس است.

## جمعیت کاربران
طبق گزارش وبگاه fedidb.org که آمار و وضعیت سکوهای مختلف فدیورس را گزارش می‌دهد، تا ۲۰ آوریل ۲۰۲۱ (۳۱ فروردین ۱۴۰۰)، ۲۷۱۱ نمونه ماستودون وجود داشته‌اند که مجموعاً حدود ۲ میلیون کاربر را میزبانی می‌کردند.
در ۲۴ نوامبر ۲۰۲۲ (۳ آذر ۱۴۰۱)، دستکم ۹۳۳۱ نمونه ماستودون وجود داشته که مجموعاً ۵۸۱۰۶۲۶ کاربر را میزبانی می‌کردند. نمونه‌های mastodon.social و pawoo.net به ترتیب شامل حدود ۸۸۰ هزار کاربر و ۷۸۲ هزار کاربر بوده‌اند. بعد از این دو نمونه، ۳ نمونه دیگر بالای ۲۰۰ هزار کاربر داشته‌اند و تعداد کاربران سایر نمونه‌ها بعضاً از ۵۰ هزار الی ۲۰۰ هزار و اکثراً زیر ۳۰ هزار نفر بوده‌است.
در فوریهٔ ۲۰۲۵ (بهمن ۱۴۰۳)، ۱۰٬۲۹۰ نمونهٔ ماستودون، میزبان بیش از ۷ میلیون و هشت‌صد هزار کاربر و بیش از ۹۸۰ میلیون فرسته بوده‌اند.

## اقتباس‌ها
در حالی که اولین انتشار ماستودون در اکتبر ۲۰۱۶ بود، سرویس در اواخر مارس و اولیل آوریل شروع به رشد و بزرگ شدن کرد. Verge نوشت که جامعه در این زمان کوچک است و هنوز شخصیتهایی که کاربران را در توییتر نگه می‌دارند، جلب نشده‌اند.استفاده جهانی در ۱ اوت ۲۰۱۷، به ۷۶۶٫۵۰۰ کاربر و در ۱ دسامبر ۲۰۱۷، به ۱ میلیون کاربر افزایش یافته‌است.
در نوامبر ۲۰۱۷، هنرمندان، نویسندگان و کارآفرینانی همچون چاک وندیگ، جان اسکالزی، ملانی گیلمن و بعداً جان اونولان به ماستودون پیوستند، جهش دیگر در محبوبیت ماستودون مربوط به ماه‌های مارس و آوریل ۲۰۱۸ است، که نگرانی‌های ای را در نتیجه #deletefacebook در مورد حریم شخصی کاربران ایجاد کرد.
ماستودون دارای یک پایگاه کاربری بین‌المللی بزرگ است. قابل ذکر است که از فوریه ۲۰۱۹، کاربران ژاپنی زبان بیش از ۲۵۰٫۰۰۰ نفر هستند.
به دنبال اعلام هدف تامبلر در اوایل دسامبر ۲۰۱۸ برای ممنوعیت تمام محتواهای حساس در سایت خود، ماستودون به همراه تعدادی دیگر از سایتهای رسانه‌های اجتماعی جایگزین، شاهد افزایش چشمگیر عضویت بودند و در دوره ای چند ساعته نسبت به ده‌ها روز قبل، هزاران عضو جدید را به‌دست آورد.

### انشعابات
در آوریل ۲۰۱۹ شرکت سازنده رایانه‌ای به نام «purism» انشعابی از ماستودون را به اسم لیبرم سوشیال منتشر کرد.
گب یک شبکه اجتماعی بحث‌برانگیز با پایگاه کاربران راست افراطی، سکوی نرم‌افزاری خود را به ماستودون تغییر داد و در ژوئیه ۲۰۱۹ به بزرگ‌ترین گره ماستودون تبدیل شد. اقتباس گب از ماستودون امکان دسترسی از برنامه‌های شخص ثالث ماستودون را می‌داد، هرچند ۴ مورد از آن‌ها مدت زمان کوتاهی بعد از تغییرات، گب را مسدود کردند. در پاسخ، ماستودون اظهار داشت که "کاملاً با طرح و فلسفه گب مخالف است، و گب را به خاطر تلاش برای کسب درآمد از محتوای نژادپرستانه در حالی که در پشت پرچم آزادی بیان پنهان شده و برای پولی کردن ویژگی‌های اساسی که آزادانه در ماستودون موجود هستند، مورد انتقاد قرار داد.